# VV Alkmaar in het seizoen 2021/22
Het seizoen 2021/2022 was het vijfde jaar in het bestaan van de Alkmaarse vrouwenvoetbalclub VV Alkmaar. De club kwam uit in de Eredivisie en eindigde op de achtste plaats. In het toernooi om de KNVB beker reikte de ploeg tot de achtste finale. Hierin was sc Heerenveen, na verlenging, te sterk met 6–5.

## Wedstrijdstatistieken

### Eredivisie
|                       | ADO Den Haag | Ajax      | Excelsior | Feyenoord | sc Heerenveen | PEC Zwolle | PSV       | FC Twente |
| --------------------- | ------------ | --------- | --------- | --------- | ------------- | ---------- | --------- | --------- |
| Thuis                 | 1 – 0        | 1 – 4     | 5 – 1     | 1 – 2     | 0 – 0         | 3 – 1      | 1 – 3     | 1 – 5     |
| Uit                   | 3 – 1        | 5 – 0     | 2 – 1     | 2 – 1     | 3 – 0         | 2 – 3      | 1 – 0     | 8 – 0     |
| Derde competitieronde | 5 – 1 (U)    | 2 – 0 (U) | 2 – 2 (T) | 1 – 3 (T) | 3 – 2 (T)     | 2 – 1 (U)  | 2 – 3 (T) | 7 – 0 (U) |

| Speelronde 1                                                                         | FC Twente | 8 – 0 (4 – 0)               | [VV Alkmaar                                                                                               | Opstelling VV Alkmaar |
| 27 augustus 2021 Aanvangstijd: 19.30 uur Plaats: Enschede De Grolsch Veste           | Kayleigh van Dooren 5' Bente Jansen 12' Fenna Kalma 39', 88' Anna-Lena Stolze 45' Renate Jansen 51', 59' Jarne Teulings 63' | Wedstrijdverslag            | | Liefting, Roosjen, N.. Stoop, Henschen, Mol, Kruijthof ( 65' Nottet), Ripa, Tuin ( 65' Maass), Koopman, Hulst ( 77' Smal)                                             |
| Speelronde 2                                                                         | VV Alkmaar | 1 – 0 (0 – 0)               | ADO Den Haag                                                                                              | Opstelling VV Alkmaar |
| 3 september 2021 Aanvangstijd: 19.30 uur Plaats: Alkmaar Sportpark Robonsbosweg      | Alieke Tuin 64' Yentl van Goch 61'                                                                                          | Wedstrijdverslag            | 65' Amber Verspaget                                                                                       | Liefting, Roosjen, N. Stoop, Henschen, Mol, Kruijthof, Maass, M. Stoop, Tuin ( 88' Nottet), Breewel ( 73' Van der Most), Hulst ( 88' Papp)                            |
| Speelronde 3                                                                         | sc Heerenveen | 3 – 0 (3 – 0)               | VV Alkmaar                                                                                                | Opstelling VV Alkmaar |
| 10 september 2021 Aanvangstijd: 19.30 uur Plaats: Heerenveen Sportpark Skoatterwald  | Roos van der Veen 17' Chimera Ripa 36' Zoï van de Ven 42'                                                                   | Wedstrijdverslag[dode link] | | Liefting, Roosjen ( 82' Ruiter), N. Stoop, Henschen, Mol, Kruijthof, Maass ( 63' Papp), M. Stoop, Koopman, Breewel ( 63' Van der Most), Tuin ( 82' Nottet)            |
| Speelronde 4                                                                         | VV Alkmaar | 1 – 2 (1 – 2)               | Feyenoord                                                                                                 | Opstelling VV Alkmaar |
| 24 september 2021 Aanvangstijd: 19.30 uur Plaats: Alkmaar Sportpark Robonsbosweg     | Charlotte Hulst 25' | Wedstrijdverslag            | 4' (e.d.) Judith Roosjen 12' Sophie Cobussen                                                              | Liefting, Roosjen ( 82' Breewel), N. Stoop, Henschen ( 46' Maass), Mol, Kruijthof, M. Stoop, Koopman, Ruiter, Tuin ( 76' Van der Most, Hulst ( 76' Nottet)            |
| Speelronde 6                                                                         | Ajax | 5 – 0 (1 – 0)               | VV Alkmaar                                                                                                | Opstelling VV Alkmaar |
| 8 oktober 2021 Aanvangstijd: 19.30 uur Plaats: Amsterdam Sportpark De Toekomst       | Marjolijn van den Bighelaar 32', 72' (pen.) Sherida Spitse 35' Nadine Noordam 68' Nikita Tromp 83' Chasity Grant 85'        | Wedstrijdverslag            | 65' Judith Roosjen 77' Anna Ruiter                                                                        | Mäkelä, Roosjen, N. Stoop, Henschen, Mol, Kruijthof ( 69' Maass), M. Stoop, Ruiter, Tuin, Koopman ( 69' Coady), Hulst ( 69' Van der Most)                             |
| Speelronde 6                                                                         | VV Alkmaar | 3 – 1 (3 – 0)               | PEC Zwolle                                                                                                | Opstelling VV Alkmaar |
| 15 oktober 2021 Aanvangstijd: 19.30 uur Plaats: Alkmaar Sportpark Robonsbosweg       | Camie Mol 21' 33' Emmeke Henschen 37' Sanne Koopman 45+1' Nicole Stoop 90'                                                  | Wedstrijdverslag            | 55' Danique Noordman                                                                                      | Mäkelä, Roosjen, N. Stoop, Henschen, Mol, Kruijthof ( 71' Maass), M. Stoop, Ruiter, Tuin, Koopman, Hulst ( 69' Coady)                                                 |
| Speelronde 8                                                                         | PSV | 1 – 0 (0 – 0)               | VV Alkmaar                                                                                                | Opstelling VV Alkmaar |
| 31 oktober 2021 Aanvangstijd: 12.15 uur Plaats: Eindhoven PSV Campus De Herdgang     | Anika Rodriguez 88' | Wedstrijdverslag            | | Mäkelä, Roosjen ( 81' Van der Most), N. Stoop, Henschen, Mol, Kruijthof ( 75' Maass), M. Stoop, Ruiter, Tuin, Koopman ( 83' Coady), Hulst                             |
| Speelronde 9                                                                         | VV Alkmaar | 5 – 1 (3 – 1)               | VV Alkmaar                                                                                                | Opstelling VV Alkmaar |
| 5 november 2021 Aanvangstijd: 19.30 uur Plaats: Alkmaar Sportpark Robonsbosweg       | Emmeke Henschen 12' Sanne Koopman 17', 56' Judith Roosjen 43' Charlotte Hulst 69'                                           | Wedstrijdverslag            | 18' Frederique Nieuwland 44' Angela Versluis) 87' Beau Rijks 88' Joy Kersten                              | Mäkelä, Roosjen ( 85' Smal), N. Stoop, Henschen, Mol, Kruijthof ( 79' Maass), M. Stoop, Ruiter ( 79' Robichon), Tuin, Koopman ( 79' Coady), Hulst                     |
| Speelronde 10                                                                        | ADO Den Haag | 3 – 1 (1 – 1)               | VV Alkmaar                                                                                                | Opstelling VV Alkmaar |
| 12 november 2021 Aanvangstijd: 19.30 uur Plaats: Den Haag Bingoal Stadion            | Amber Verspaget 12' Jolina Amani 66', 77'                                                                                   | Wedstrijdverslag            | 29' Anna Ruiter                                                                                           | Mäkelä, Roosjen, N. Stoop, Henschen, Mol ( 77' Coady), Kruijthof, M. Stoop, Ruiter, Hulst ( 83' Van der Most), Koopman, Tuin                                          |
| Speelronde 11                                                                        | VV Alkmaar | 1 – 5 (0 – 3)               | FC Twente                                                                                                 | Opstelling VV Alkmaar |
| 19 november 2021 Aanvangstijd: 19.30 uur Plaats: Alkmaar Robonsbosweg                | Emmeke Henschen 66' 83' | Wedstrijdverslag            | 1' Fenna Kalma 11', 46' Kayleigh van Dooren 68' Daphne van Domselaar 26' Suzanne Giesen 90' Renate Jansen | Mäkelä, Roosjen ( 77' Robichon), N. Stoop, Henschen, Mol, Kruijthof, M. Stoop, Ruiter, Hulst, Koopman, Tuin ( 77' Coady)                                              |
| Speelronde 12                                                                        | PEC Zwolle | 2 – 3 (1 – 2)               | VV Alkmaar                                                                                                | Opstelling VV Alkmaar |
| 5 december 2021 Aanvangstijd: 12.15 uur Plaats: Zwolle MAC³PARK stadion              | Amy Banarsie 36' Moïsa van Koot 49'                                                                                         | Wedstrijdverslag            | 13' Nicole Stoop 16' Sanne Koopman 74' Alieke Tuin                                                        | Mäkelä, Roosjen ( 66' Maass), N. Stoop, Henschen, Mol, M. Stoop, Coady ( 66' Kruijthof, Ruiter, Hulst, Koopman, Tuin ( 89' Van der Most)                              |
| Speelronde 13                                                                        | VV Alkmaar | 1 – 4 (1 – 2)               | Ajax | Opstelling VV Alkmaar |
| 12 december 2021 Aanvangstijd: 12.15 uur Plaats: Alkmaar Sportpark Robonsbosweg      | Veerle van der Most 37' | Wedstrijdverslag            | 10' Victoria Pelova 20' Eshly Bakker 63' Romée Leuchter 90+1' (e.d.) Maudy Stoop                          | Mäkelä, Roosjen ( 88' Papp), N. Stoop, Henschen, Mol, M. Stoop, Coady ( 76' Kruijthof, Ruiter ( 88' Maass), Van der Most ( 76' Smal), Koopman, Tuin                   |
| Speelronde 15                                                                        | VV Alkmaar | 0 – 0 (0 – 0)               | sc Heerenveen                                                                                             | Opstelling VV Alkmaar |
| 14 januari 2022 Aanvangstijd: 19.30 uur Plaats: Alkmaar Sportpark Robonsbosweg       | | Wedstrijdverslag            | 58' Dana Philippo 59' Chimera Ripa                                                                        | Liefting, S. Stoop, N. Stoop, Henschen ( 72' Van der Most), Mol, Kruijthof ( 82' Robichon), Ruiter, Hulst ( 72' Maass), Koopman, Tuin, Coady ( 82' Breewel)           |
| Speelronde 16                                                                        | Feyenoord | 2 – 1 (1 – 0)               | VV Alkmaar                                                                                                | Opstelling VV Alkmaar |
| 21 januari 2022 Aanvangstijd: 19.30 uur Plaats: Rotterdam Sportcomplex Varkenoord    | Nicole Stoop 29' (e.d.) Romée van de Lavoir 71'                                                                             | Wedstrijdverslag            | 58' Sanne Koopman                                                                                         | Liefting, Smal ( 87' Woons), N. Stoop, Henschen ( 25' Robichon), Mol, Kruijthof ( 87' Colin), Ruiter, Hulst, Koopman, Tuin, Coady ( 75' Van der Most)                 |
| Speelronde 17                                                                        | Excelsior | 2 – 1 (1 – 0)               | VV Alkmaar                                                                                                | Opstelling VV Alkmaar |
| 4 februari 2022 Aanvangstijd: 19.30 uur Plaats: Rotterdam Van Donge & De Roo Stadion | Britt Udink 6' Daniëlle Noordermeer 85' Rachel Kleine 90+3'                                                                 | Wedstrijdverslag            | 35' Sanne Koopman                                                                                         | Liefting, Smal, N. Stoop, Robichon, Mol ( 88' Breewel), Kruijthof ( 67' Colin), Ruiter, Maass ( 82' Prins), Koopman, Tuin, Coady ( 67' Van der Most)                  |
| Speelronde 18                                                                        | VV Alkmaar | 1 – 3 (1 – 2)               | PSV | Opstelling VV Alkmaar |
| 11 februari 2022 Aanvangstijd: 19.30 uur Plaats: Alkmaar Sportpark Robonsbosweg      | Sanne Koopman 12' | Wedstrijdverslag            | 19' Mandy van den Berg 24' Naomi Pattiwael 90+1' Verheijen                                                | Liefting, Smal ( 86' M. Stoop), N. Stoop, Robichon ( 86' Coady), Mol ( 76' Van der Most), Kruijthof, Ruiter, Hulst ( 76' Caprino), Koopman, Tuin, Prins ( 76' Maass)  |
| Speelronde 19                                                                        | Ajax | 2 – 0 (0 – 0)               | VV Alkmaar                                                                                                | Opstelling VV Alkmaar |
| 4 maart 2022 Aanvangstijd: 19.30 uur Plaats: Amsterdam Sportpark De Toekomst         | Nadine Noordam 23' Romée Leuchter 62', 68'                                                                                  | Wedstrijdverslag            | 43' Kim Smal                                                                                              | Liefting, Smal ( 72' Caprino), N. Stoop, Ruiter, Mol, Kruijthof, Koopman, Robichon ( 72' M. Stoop, Hulst, Prins ( 82' Maass), Tuin ( 74' Coady)                       |
| Speelronde 20                                                                        | VV Alkmaar | 3 – 2 (1 – 0)               | sc Heerenveen                                                                                             | Opstelling VV Alkmaar |
| 11 maart 2022 Aanvangstijd: 19.30 uur Plaats: Alkmaar Sportpark Robonsbosweg         | Sanne Koopman 24' Nicole Stoop 25' Alieke Tuin 38' Annemiek Kruijthof 60' Femke Prins 63'                                   | Wedstrijdverslag            | 57' 85' Dana Foederer 90+1' Jet van Beijeren                                                              | Liefting, Smal, N. Stoop, Ruiter, Mol ( 73' Caprino), Kruijthof ( 84' Maass), Koopman, Robichon ( 72' M. Stoop, Hulst ( 84' Coady), Prins ( 72' Breewel), Tuin        |
| Speelronde 21                                                                        | PEC Zwolle | 2 – 1 (1 – 0)               | VV Alkmaar                                                                                                | Opstelling VV Alkmaar |
| 25 maart 2022 Aanvangstijd: 19.30 uur Plaats: Zwolle Sportpark Be Quick '28          | Leonie Vliek 4' Anna Ruiter 83' (e.d.)                                                                                      | Wedstrijdverslag            | 69' Sanne Koopman 76' Camie Mol                                                                           | Liefting, Smal ( 65' Caprino), N. Stoop, Ruiter, Mol, Kruijthof ( 80' Maass), Koopman, Robichon ( 65' M. Stoop), Zijp ( 85' Breewel), Prins ( 65' Van der Most), Tuin |
| Speelronde 22                                                                        | VV Alkmaar | 1 – 3 (1 – 0)               | Feyenoord                                                                                                 | Opstelling VV Alkmaar |
| 1 april 2023 Aanvangstijd: 19.30 uur Plaats: Alkmaar Sportpark Robonsbosweg          | Veerle van der Most 6' | Wedstrijdverslag            | 50', 68' Pia Rijsdijk 52' Kim Hendriks                                                                    | Liefting, Smal ( 74' Roosjen), N. Stoop, Ruiter, Mol ( 74' Caprino), Kruijthof ( 64' Maass), Koopman, M. Stoop, Zijp ( 64' Coady), Van der Most, Tuin                 |
| Speelronde 23                                                                        | VV Alkmaar | 2 – 3 (2 – 2)               | PSV | Opstelling VV Alkmaar |
| 23 april 2022 Aanvangstijd: 19.30 uur Plaats: Alkmaar Sportpark Robonsbosweg         | Anna Ruiter 4' Sanne Koopman 25' Alieke Tuin                                                                                | Wedstrijdverslag            | 32' Jeslynn Kuijpers 43' 47' Esmee Brugts 86' Desiree van Lunteren 90+4' Sari van Veenendaal              | Liefting, Smal, N. Stoop, Ruiter, Mol, Kruijthof ( 73' Maass), Koopman ( 88' Roosjen), M. Stoop, Zijp ( 73' Coady), Van der Most ( 73' Hulst), Tuin                   |
| Speelronde 24                                                                        | FC Twente | 7 – 0 (3 – 0)               | VV Alkmaar                                                                                                | Opstelling VV Alkmaar |
| 29 april 2022 Aanvangstijd: 19.30 uur Plaats: Enschede Het Diekman                   | Kayleigh van Dooren 14' Nicolle Martens 22' (e.d.) Renate Jansen 45' Fenna Kalma 51', 70' Caitlin Dijkstra 75', 83'         | Wedstrijdverslag            | | Martens, Smal, N. Stoop, Ruiter, Mol, Kruijthof ( 77' Maass), Koopman, M. Stoop ( 77' Robichon), Coady ( 82' Roosjen), Van der Most, Hulst ( 77' Zijp)                |
| Speelronde 25                                                                        | VV Alkmaar | 2 – 2 (1 – 1)               | Excelsior                                                                                                 | Opstelling VV Alkmaar |
| 6 mei 2022 Aanvangstijd: 19.30 uur Plaats: Alkmaar Sportpark Robonsbosweg            | Veerle van der Most 5' Maudy Stoop 53'                                                                                      | Wedstrijdverslag            | 25', 78' Lieve van Vliet                                                                                  | Martens, Smal ( 90+2' Breewel), N. Stoop, Ruiter, Mol, Kruijthof ( 85' Maass), Koopman, M. Stoop ( 85' Colin), Hulst, Van der Most, Tuin                              |
| Speelronde 27                                                                        | ADO Den Haag | 5 – 1 (3 – 0)               | VV Alkmaar                                                                                                | Opstelling VV Alkmaar |
| 20 mei 2022 Aanvangstijd: 19.30 uur Plaats: Rijswijk Sportpark Prinses Irene         | Jaimy Ravensbergen 9' Liz Rijsbergen 19' Romy Speelman 36' Nikki IJzerman 69', 84'                                          | Wedstrijdverslag            | 66' Isa Colin 75' Alieke Tuin                                                                             | Liefting, Smal ( 66' Caprino), N. Stoop ( 81' Roosjen, Ruiter, Mol, Kruijthof ( 65' Colin), Koopman ( 81' Maass), M. Stoop, Hulst ( 81' Zijp), Van der Most, Tuin     |

### KNVB beker
| Achtste finale                                                        | VV Alkmaar                                                                   | 5 – 6 (0 – 0, 3 – 3) n.v. | sc Heerenveen                                                                                       | Opstelling VV Alkmaar |
| 19 februari 2022 Aanvangstijd: 19.00 uur Plaats: Alkmaar Robonsbosweg | Sanne Koopman 1', 89' (pen.), 92' Alieke Tuin 45' Zoï van de Ven 119' (e.d.) | Wedstrijdverslag          | 4' Nikée van Dijk 68' (pen.) Zoï van de Ven 83' Nina Nijstad 100' Elze Huls 104', 106' Chimera Ripa | Liefting, Smal, N. Stoop, Ruiter, Mol ( 111' Maass), Robichon, Kruijthof ( 111' M. Stoop), Hulst, Koopman, Tuin, Prins ( 89' Van der Most) |

## Statistieken VV Alkmaar 2021/2022

### Eindstand VV Alkmaar in de Nederlandse Eredivisie Vrouwen 2021 / 2022
| Stand | Gespeeld | Gewonnen | Gelijk | Verloren | Punten | Doelpunten voor | Doelpunten tegen | Gele kaarten | Rode kaarten |
| ----- | -------- | -------- | ------ | -------- | ------ | --------------- | ---------------- | ------------ | ------------ |
| 7e    | 24       | 5        | 2      | 17       | 17     | 29              | 68               | 12           | 1            |

### Topscorers
| #      | Naam                | Goal |
| ------ | ------------------- | ---- |
| 1.     | Sanne Koopman       | 10   |
| 2.     | Emmeke Henschen     | 3    |
| 2.     | Veerle van der Most | 3    |
| 2.     | Alieke Tuin         | 3    |
| 5.     | Charlotte Hulst     | 2    |
| 5.     | Anna Ruiter         | 2    |
| 7.     | Annemiek Kruijthof  | 1    |
| 7.     | Camie Mol           | 1    |
| 7.     | Femke Prins         | 1    |
| 7.     | Judith Roosjen      | 1    |
| 7.     | Nicole Stoop        | 1    |
| 7.     | Maudy Stoop         | 1    |
| Totaal | Totaal              | 29   |

| #              | Naam                           | Goal |
| -------------- | ------------------------------ | ---- |
| 1.             | Sanne Koopman                  | 3    |
| 2.             | Alieke Tuin                    | 1    |
| Eigen doelpunt |                                |      |
| 1.             | Zoï van de Ven (sc Heerenveen) | 1    |
| Totaal         | Totaal                         | 5    |

### Kaarten
| #      | Naam            | Kreeg geel |
| ------ | --------------- | ---------- |
| 1.     | Nicole Stoop    | 3          |
| 2.     | Emmeke Henschen | 2          |
| 2.     | Alieke Tuin     | 2          |
| 4.     | Isa Colin       | 1          |
| 4.     | Camie Mol       | 1          |
| 4.     | Judith Roosjen  | 1          |
| 4.     | Anna Ruiter     | 1          |
| 4.     | Kim Smal        | 1          |
| Totaal | Totaal          | 12         |

| #      | Naam        | Kreeg voor de tweede keer geel en dus rood |
| ------ | ----------- | ------------------------------------------ |
| 1.     | Alieke Tuin | 1                                          |
| Totaal | Totaal      | 1                                          |

| #      | Naam           | Weggestuurd |
| ------ | -------------- | ----------- |
| –      | Geen speelster | 0           |
| Totaal | Totaal         | 0'          |

## Voetnoten
ADO Den Haag · 
Ajax · 
VV Alkmaar · 
Excelsior · 
Feyenoord · 
sc Heerenveen · 
PEC Zwolle · 
PSV · 
FC Twente